# Капшагай (баскетбольный клуб)
«Капшагай» — казахстанский баскетбольный клуб из города Конаев. Выступает в Высшей лиге Казахстана.

## История
ГККП "Профессиональный баскетбольный клуб «Капшагай» Алматинской области был открыт постановлением акима Алматинской области № 2 от 20 января 2011 года при активной поддержке Управления физической культуры и спорта Алматинской области.
Приказом ГУ «Управление физической культуры и спорта Алматинской области» № 28 от 17 февраля 2011 года была определена база дислоцирования, в здании детско-юношеской спортивной школы, расположенный в городе Капшагай.

## Достижения
Чемпионат Казахстана
- Бронза (1): 2015/2016

Высшая лига Казахстана
- Чемпион (1): 2011/2012
- Бронза (1): 2016/2017

Кубок Казахстана
- Финалист (2): 2014, 2016
- Бронза (1): 2015

Международные турниры
- Победитель международного турнира по баскетболу среди мужских команд (Воронеж, Россия): 2012
- Победитель международного турнира «Нооруз» (Бишкек, Кыргызстан): 2013, 2015
- Серебряный призёр международного турнира стран НАТО в составе ЦСКА (Брюссель, Бельгия): 2013
- Серебряный призёр международного турнира «Посейдон» (Болгария): 2015
- Бронзовый призёр международного турнира по баскетболу среди мужских команд (Ижевск, Россия): 2015